# Beestenmarkt (Deventer)
De Beestenmarkt in de Nederlandse stad Deventer is een groot plein, dat deels fungeert als parkeerterrein net buiten de oude stad in de wijk Voorstad, in een buurt die ook wel De Driehoek wordt genoemd. Het wordt begrensd door de Brinkgreverweg, de 1e Pauwenlandstraat en de Langerij. 

## Veemarkt

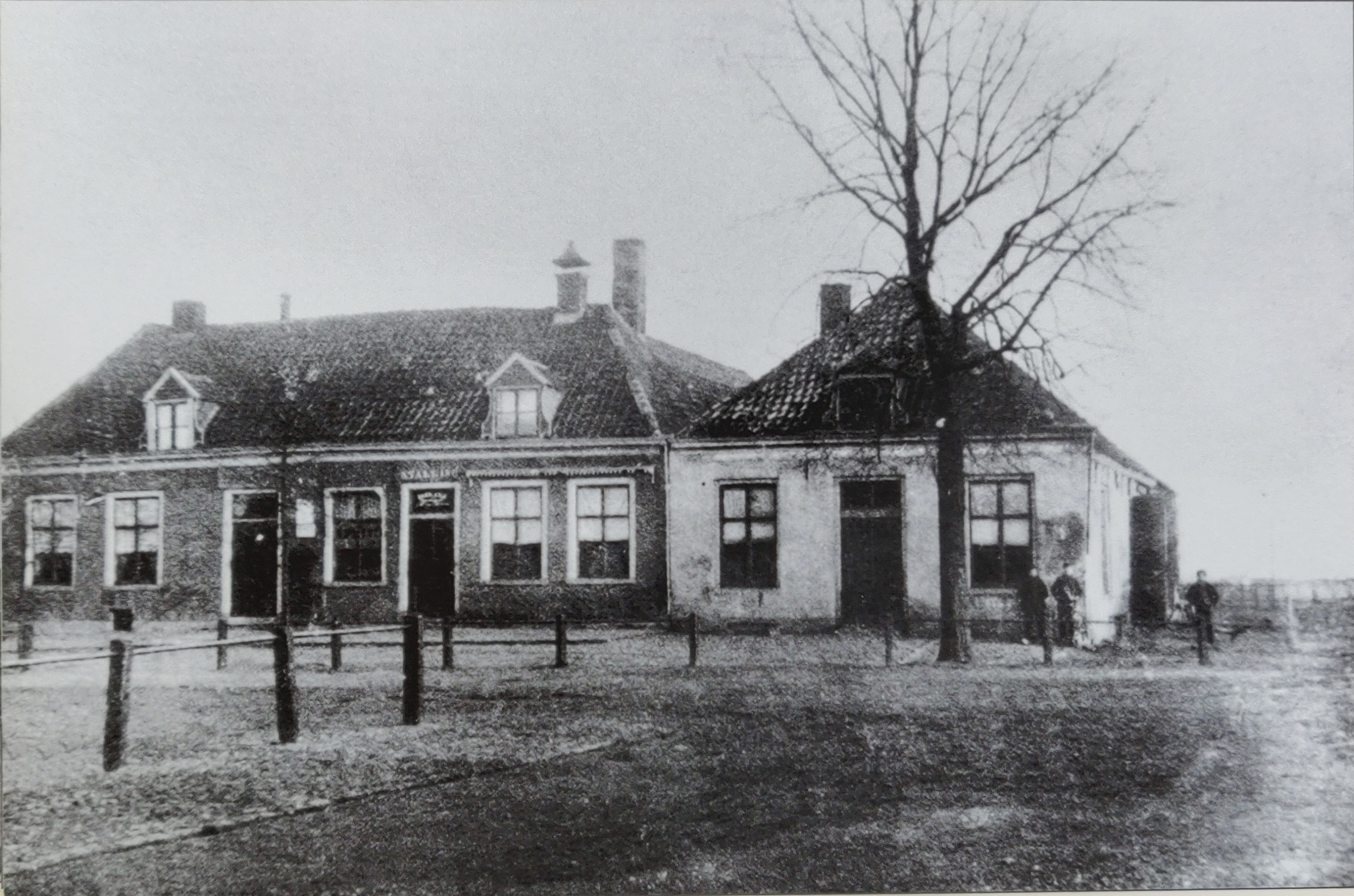
De Beestenmarkt in de negentiende eeuw

Een beestenmarkt ten noordoosten van de stadswal van Deventer staat al vermeld op een kaart uit ca. 1600. In 1830 werd net buiten de Brinkpoort een driehoekig aarden plein aangelegd om er wekelijks, op dinsdag, veemarkt te kunnen houden. Deze plek, ongeveer tussen het huidige station en het spoorviaduct Brinkgreverweg, bestond uit niet veel niet meer dan rijen hekken, een boerderij met een bakkerij en een marktcafé. De spoorwegmaatschappij HIJSM kocht dit stuk land eind negentiende eeuw aan om er een emplacement met station aan te leggen. 
De beestenmarkt werd in 1889 verplaatst naar de huidige locatie, 100 meter naar het noordoosten. De vroeg twintigste-eeuwse huizenrij aan de 1e Pauwenlandstraat die de noordgrens van het plein vormt is aangewezen als gemeentelijk monument.
Tot 1940 was er elke dinsdag een veemarkt. Vanaf 's morgens drie uur werd het vee aangevoerd. De omliggende straten stonden vol veewagens en langs het plein stond een lange rij kraampjes met koffie, worst en koek. Na 1956 was er nog tweemaal per jaar een veemarkt, de 'koude' voor runderen op de vierde maandag in oktober en de 'vette', voor vetgemest vee, 15 dagen erna. In 1963 vertrok de veemarkt naar Zwolle. 

## Nieuwe invullingen en inrichting

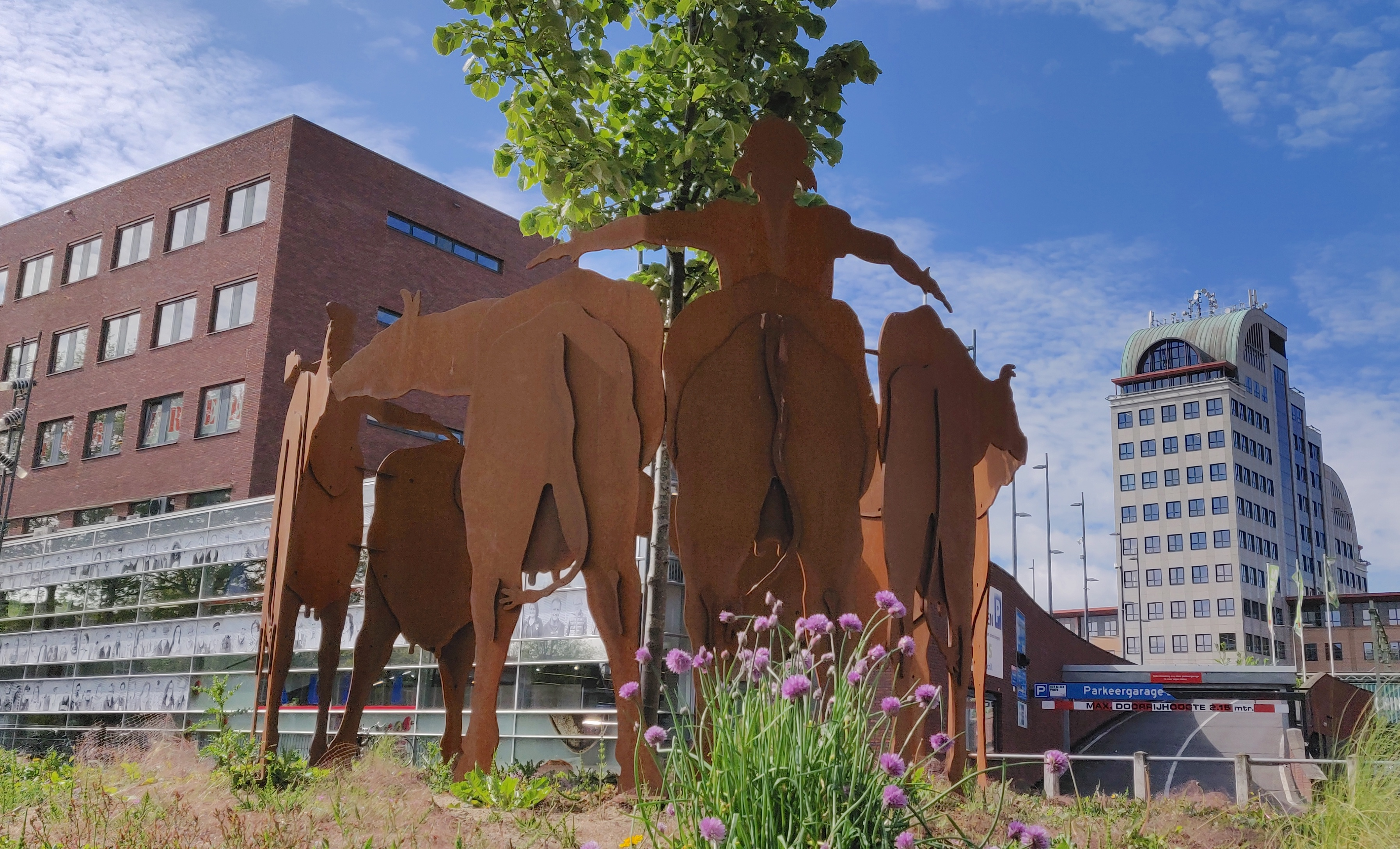
Kunstwerk 'Ode aan de Sallandse koe' uit 2018

Aan het plein is een aantal grote en kleine winkels gevestigd, en er staan enkele kiosken. Een gedeelte heeft een open karakter en is autovrij, met een sportveld op asfalt en zitbanken. Onder platanen aan de noordzijde bevinden zich parkeerplaatsen.
Op dinsdagochtend is er een kleine markt met voornamelijk etenswaren. Ook doet het plein dienst als uitwijklocatie voor de grote warenmarkt die gewoonlijk op de Brink wordt gehouden. Het zomerfestival Deventer Op Stelten programmeert soms voorstellingen op de Beestenmarkt.  
In 2007 is het plein opnieuw ingericht. In 2018 werden belijning en beplanting aangepast om de gebruiksmogelijkheid te verbeteren. Toen is tevens een kunstwerk 'Ode aan de Sallandse koe', ontworpen door Willem Oosterwijk, uit cortenstaal geplaatst van een boerenpaar met koeien ter herinnering aan de vroegere functie van het plein. In 2020 kwamen er verkeersdrempels en andere verlichting om de veiligheid te vergroten. In 2023 is vanwege aanhoudend ongewenst gebruik in de donkere uren besloten een nieuw inrichtingsplan te maken.